# Regular C
El servicio Regular C es uno de los 4 servicios regulares que forma parte del Metropolitano, se lo puede reconocer por el color verde y el logo de una «C» en los buses troncales.
Se puso en servicio el 7 de febrero de 2011, su ruta original partía desde la estación Ramón Castilla hasta la estación Plaza de Flores, en el horario de 9:00 a 16:00.
El 17 de septiembre del año 2012, con la modificación de las rutas regulares, su ruta cambió de recorrido, partiendo desde la estación Ramón Castilla hasta el terminal Matellini en Chorrillos utilizando el ramal de Av. Emancipación y Jr. Lampa.

## Regular E
El 28 de enero de 2023 la ATU decidió crear la ya descontinuada Regular E cuando se daban las marchas y protestas en contra del gobierno de la presidenta Dina Boluarte.
La ruta del nuevo Regular E era de la estación Ramón Castilla hasta la estación Central y esta decisión ocasionó que la ruta del Regular C fuera cambiada reduciendo su recorrido hasta la Estación Central, este cambio ocasionó colapsos debido al transbordo constante de los usuarios en dicha estación. El 14 de agosto de 2023 después una evaluación técnica y las solicitudes de los usuarios que se vieron afectados por las demoras en el trasbordo en la Estación Central para dirigirse al Centro de Lima, se decidió retomar la ruta del Regular C establecida en 2012.

## Horarios
| Horario de operación | Horario de operación | Horario de operación |
| REGULAR              | Hacia el Sur         | Hacia el Norte       |
| -------------------- | -------------------- | -------------------- |
| Lunes a sábado       | 05:00 a 23:00        | 05:00 a 23:00        |
| Domingos y feriados  | 05:00 a 22:00        | 05:00 a 22:00        |

## Estaciones
A continuación, todas las estaciones del Regular C, en algunas estaciones se pueden interconectar con diferentes servicios o expresos para una movilización de norte a sur o viceversa más rápida.
| N.º       | Estación                                         | Común con: |
| --------- | ------------------------------------------------ | --- |
| 1         | Estación Ramon Castilla (Embarque 2 sur)         | Regular A · Expreso 10 |
| 2         | Tacna (Lado sur) (Embarque 1 sur)                | Regular A · Expreso 10 |
| 3         | Jirón de la Unión (Lado sur) (Embarque 1 sur)    | Regular A · Expreso 10 |
| 4         | Colmena (Embarque 1 sur)                         | Regular A · Expreso 10 |
| RAMAL SUR |                                                  | |
| 5         | Estación Central (Embarque 8 sur)                | Regular A · Regular B · Regular D · Expreso 1 · Expreso 5 · Expreso 6 · Expreso 7 · Expreso 8 · Expreso 10 · Expreso 11 · Expreso 12 · Expreso 13 · Super Expreso Norte |
| 6         | Estadio Nacional(Embarque 1 sur)                 | Expreso 1 · Expreso 12 |
| 7         | México (Sur) (Embarque 1 sur)                    | |
| 8         | Canadá (Embarque 1 sur)                          | Expreso 2 · Expreso 5 · Expreso 9 |
| 9         | Javier Prado (Embarque 1 sur)                    | Expreso 1 · Expreso 2 · Expreso 5 · Expreso 6 · Expreso 7 · Expreso 8 · Expreso 12                                                                                      |
| 10        | Carnaval Moreyna / Andres Reyes (Embarque sur 1) | Expreso 1 · Expreso 5 · Expreso 6 · Expreso 7 · Expreso 8 · Expreso 9 · Expreso 12 · Super Expreso                                                                      |
| 11        | Comunidad Andina / Aramburú (Embarque 1 sur)     | Super Expreso |
| 12        | Domingo Orué(Embarque 1 sur)                     | |
| 13        | Angamos (Embarque 1 sur)                         | Expreso 1 · Expreso 5 · Expreso 6 · Expreso 7 · Expreso 8 · Expreso 9 · Expreso 12 · Super Expreso                                                                      |
| 14        | Ricardo Palma (Embarque 1 sur)                   | Expreso 2 · Expreso 5 |
| 15        | Benavides (Embarque 1 sur)                       | Expreso 6 · Expreso 8 · Expreso 9 · Expreso 12 · Super Expreso |
| 16        | 28 de Julio (Embarque 1 sur)                     | Expreso 1 · Expreso 2 · Super Expreso |
| 17        | Plaza de Flores (Embarque 1 sur)                 | Expreso 5 · Expreso 8 |
| 18        | Balta (Embarque 1 sur)                           | Expreso 1 |
| 19        | Bulevar (Embarque 1 sur)                         | |
| 20        | Estadio Unión (Embarque 1 sur)                   | Expreso 1 |
| 21        | Escuela Militar (Embarque 1 sur)                 | |
| 22        | Fernando Terán (Embarque 1 sur)                  | Expreso 1 |
| 23        | Rosario de Villa (Embarque 2 sur)                | |
| 24        | Terminal Matellini (Cualquier Embarque Sur)      | Expreso 1 |

| N.º                        | Estación                                          | Común con: |
| -------------------------- | ------------------------------------------------- | --- |
| 1                          | Terminal Matellini (Embarque 3 Norte)             | Expreso 1 |
| 2                          | Rosario de Villa (Embarque 1 norte)               | |
| 3                          | Fernando Terán (Embarque 2 norte)                 | Expreso 1 |
| 4                          | Escuela Militar (Embarque 2 norte)                | |
| 5                          | Estadio Unión (Embarque 2 norte)                  | Expreso 1 |
| 6                          | Bulevar (Embarque 2 norte)                        | |
| 7                          | Balta (Embarque 2 norte)                          | Expreso 1 |
| 8                          | Plaza de Flores (Embarque 2 norte)                | Expreso 5 · Expreso 8 · Expreso 9                                                                                     |
| 9                          | 28 de Julio (Embarque 2 norte)                    | |
| 10                         | Benavides (Embarque 2 norte)                      | Expreso 3 · Expreso 8 · Expreso 9                                                                                     |
| 11                         | Ricardo Palma (Embarque 2 norte)                  | Expreso 2 · Expreso 5                                                                                                 |
| 12                         | Angamos (Embarque 2 norte)                        | Expreso 1 · Expreso 3 · Expreso 5 · Expreso 8 · Expreso 9                                                             |
| 13                         | Domingo Orué (Embarque 2 norte)                   | |
| 14                         | Comunidad Andina / Aramburú (Embarque 2 norte)    | Super Expreso |
| 15                         | Carnaval Moreyna / Andres Reyes(Embarque 1 norte) | Expreso 1 · Expreso 5 · Expreso 8 · Expreso 9 · Super Expreso                                                         |
| 16                         | Javier Prado (Embarque 2 norte)                   | Expreso 1 · Expreso 2 · Expreso 5 · Expreso 8 · Expreso 9                                                             |
| 17                         | Canadá (Embarque 2 norte)                         | Expreso 2 · Expreso 5                                                                                                 |
| 18                         | México (Sur) (Embarque 2 norte)                   | |
| 19                         | Estadio Nacional (Embarque 2 norte)               | Expreso 1 |
| 20                         | Estación Central (Embarque 4 norte)               | Regular A · Regular B · Regular D · Expreso 1 · Expreso 5 · Expreso 8 · Expreso 11 · Expreso 13 · Super Expreso Norte |
| RAMAL EMANCIPACIÓN - LAMPA |                                                   | |
| 21                         | Colmena (Embarque 1 norte)                        | Regular A |
| 22                         | Jirón de la Unión (Lado norte) (Embarque 1 norte) | Regular A |
| 23                         | Tacna (Lado norte) (Embarque 1 norte)             | Regular A |
| 24                         | Estación Ramon Castilla (Embarque 2 o 3 norte)    | Regular A |

## Lugares recurrentes en los distritos de la trayectoria
Centro de Lima (ramal de Av. Emancipación y Jr. Lampa.)
- Plaza Ramon Castilla: Avenida Emancipación/ Avenida Alfonso Ugarte
- Supermercado Metro Almacen Castilla: Plaza Castilla
- Farmacia Universal: Av. Emancipación 799.
- Ministerio de la Mujer y Pobalciones Vulnerables (MIMP): Av. Emancipación 226.
- Supermercado Metro Carabaya: Jr. Cusco 245
- Real Plaza Centro Cívico (Conexión directa con la Estación Central)
- (Arriba de la Estación Central) Palacio de Justicia de la República del Perú, Paseo de los Héroes Navales
- (Arriba de la Estación Central) Sheraton Lima Historic Center (Hotel Sheraton) Av. Paseo de la República 170
- Estadio Nacional: C. José Díaz s/n
- Centro comercial Polvos Azules: Av. P. de la República 400

La Victoria
- Sede Requisitorias (PNP): Av. Canadá 100
- Edificio Interbank: Av. Carlos Villarán 197
- Ajinomoto del Perú S.A.: Av. P. de la República 2455

San Isidro
- The Westin Lima Hotel & Convention Center: Calle Las Begonias 450
- Hipermercado Tottus: Calle Las Begonias 785
- Falabella San Isidro:Av. P. de la República 3220
- Ripley San Isidro:Calle Las Begonias 545
- Plaza Vea San Isidro: Av. P. de la República 3440
- Edificio Entel: Av. P. de la República 3490
- Secretaría General de la Comunidad Andina: Av. P. de la República 3895

Surquillo
- Mercado Nº 1 de Surquillo, Av. P.º de la República 5447

Miraflores
- Centro Comercial Inka Plaza: Av. Arequipa 5031
- Parque Reducto N°2: Calle Ramón Ribeyro 490
- Tottus Express: Av. 28 de Julio 1003

Barranco
- Metro Óvalo Balta: Av. República de Panamá 174
- Parque Municipal de Barranco: Av. Pedro de Osma 102

Chorrillos
- Villa Militar Este y Villa Militar Oeste: Av. Escuela Militar 403
- Comando de Educación y Doctrinal del Ejército:Av. Escuela Militar 415
- Circuito Militar: Av. Escuela Militar 990
- Hospital De La Solidaridad (Antes Sisol Salud): Av. Fernando Terán 990
- Escuela Técnica del Ejercito: Av. Paseo de la República 101
- Plaza Lima Sur: Av. Paseo de la República 355